# Пасивна оптична мрежа
Пасивната оптична мрежа (на английски: Passive Optical Network; ПОН, PON) е point-to-multipoint, fiber to the premises мрежова архитектура, в която пасивни (не захранени) оптични сплитери се използват, за да позволят единствено оптично влакно да обслужва множество точки на достъп, типично 32.

## Характеристики
ПОН се състои от Optical Line Termination (OLT) от страната на мрежата на доставчика на услуги и множество Optical Network Unit (ONU) устройства от страната на потребителите. Използването на ПОН намалява нуждата от оптика към централното мрежово оборудване в сравнение с типичните point to point архитектури.
Downstream сигналът се транспортира споделено до всяко устройство на оптичното влакно. Използва се криптиране за да се предпазят данните от подслушване.
Upstream сигналите се комбинират чрез някакъв протокол за множествен достъп, типично time division multiple access (TDMA). OLT устройството „нагажда“ ONU-тата във времето, за да им подсигури слотове, и да предпази от колизия.

## История
Ранните опити за реализирането на ефективни влакно до дома архитектури са започнали през 90-те от работна група на Full Service Access Network, формирана от големи телекомуникационни оператори и производители на оборудване. Международнният телекомуникационен съюз продължава работата и стандартизира две поколения PON. По-старият ITU-T G.983 стандарт е базиран на asynchronous transfer mode (ATM) и е наречен APON (ATM PON). Последвалите подобрения на оригиналния APON постеленно изваждат фаворизирането на ATM и във финалната версия наименованието е по-скоро PON или BPON. Типична APON/BPON свързаност осигурява 622Mbit/s към клиента и 155Mbit/s към доставчика.
ITU-T G.984 (GPON) стандарта определя рязко увеличаване на ефективността, позволявайки използването на по-големи плаващи по дължина пакети и скорост от 2.4Gbps за сваляне и 1.2Gbps за качване. GPON Encapsulation Method (GEM) позволява много ефективното пренасяне на потребителски трафик с frame segmentation и следователно QoS за критичните на закъснения данни.
IEEE 802.3 Ethernet PON (EPON или GEPON) стандарт е приключен през 2004, като част от Ethernet First Mile проекта. EPON използва стандартен 802.3 Ethernet фрейм със симетрична скорост от 1.2 Gbit/s. EPON е много удобен за изключително пакетно/фрейм базирани мрежи и използвайки по-евтините и масови Ethernet 802.3 чипове, е значително по-евтин от GPON. През 2006 е започнат работен вариант за право и обратно съвместим 10Gbit/s EPON (или XEPON) стандарт и вече са налични първите оборудвания.
PON използва мултиплексиране, чрез различни дължини на вълната (WDM), за осигуряването на работа в пълен дуплекс върху едно Nondispersion-Shifted Fiber (ITU-T G.652) влакно. Приема се че данните към клиента се предават на 1490nm, а в обратната посока – на 1310nm. Сигнал с дължина на вълната 1550nm се използва понякога за предаване на данни към клиента при предоставяне на допълнителна услуга, например кабелна телевизия.
Заедно със скоростта, стандарта определя няколко варианта на оптичните бюджети, но индустрията се спира на типично на 28 dB за BPON и GPON. Това е грубо еквивалентно на 20 км дистанция с около 32 сплита. Forward error correction (FEC) може да добави около 2 – 3 dB за GPON и GEPON системите, но отнема от 5 до 10% от капацитета. С подобряването на качеството на оптиките и сплитерите, оптичният бюджет може да се увеличи. GPON теоретично може да адресира до 128 ONU на едно и също влакно. GEPON няма ограничения.
На всяко PON влакно има централно устройство наречено optical line terminal (OLT), което управлява трафика, и едно или повече клиентски устройства, наречени optical network units (ONU) или optical network terminals (ONT), оптика и сплитери, наречени optical distribution network (ODN). ONT е устройството, което свързва потребителите и скрива PON архитектурата от тях.
OLT осигурява интерфейса между PON и мрежата на доставчикът на услуги. Това типично включва:
- Internet Protocol (IP) трафик върху Gigabit, 10G, или 100 Mbit/s Ethernet
- стандартни time division multiplex (TDM) интерфейси SONET/SDH или PDH на различни скорости
- ATM UNI на 155 – 622 Mbit/s

## Мрежови елементи
PON се възползва от мултиплексирането с разделяне на дължината на вълната (WDM),  използвайски една дължина на вълната за трафик надолу  и друга за трафик нагоре по едномодово влакно (ITU-T G.652). BPON, EPON, GEPON и GPON имат един и същ дължинен план  на вълната и използват 1490 нанометра (nm) дължина на вълната за трафик надолу по веригата и 1310 nm дължина на вълната за трафик нагоре. 1550 nm е запазено за допълнителни услуги за наслагване, обикновено RF (аналогово) видео. 
Както при скоростта на предаване, стандартите описват няколко бюджета за оптична мощност, най-често срещаният е 28 dB бюджет за загуба както за BPON, така и за GPON, но също така продуктите са обявени и с по-евтина оптика. 28 dB отговарят на около 20 км с 32-посочно разделяне. Напред за коригиране на грешки (FEC) може да осигури още 2–3 dB бюджет за загуба на GPON системи. С подобряването на оптиката бюджетът от 28 dB вероятно ще се увеличи. Въпреки че заедно протоколите GPON и EPON позволяват големи съотношения на разделяне (до 128 абоната за GPON, до 32 768 за EPON), на практика повечето PON се разпределят със съотношение на разделяне от 1:32 или по-малко.
PON се състои от централенa офис възлова точка, наречен терминал за оптична линия (OLT), един или повече потребителски възлови точки, наречени оптични мрежови единици (ONU) или оптични мрежови терминали (ONT), и влакната и разпределителите между тях, наречени оптичнa разпределителна мрежа (ODN). „ONT“ е термин на ITU-T за описване на ONU с един наемател. В много функционална сграда, ONU може да бъде свързано с устройство на клиентско помещение в рамките на индивидуалното жилище, като се използват технологии като Ethernet през усукана двойка, G.hn (високоскоростен ITU-T стандарт, който може да работи върху всяко съществуващо окабеляване на дома - електропроводи, телефонни линии и коаксиални кабели) или DSL. ONU е устройство, което прекратява PON и представя интерфейси за обслужване на клиенти на потребителя. Някои ONU внедряват отделно абонатно устройство за предоставяне на услуги като телефония, Ethernet данни или видео.
OLT осигурява интерфейса между PON и основната мрежа на доставчика на услуги. Те обикновено включват:
IP трафик през Fast Ethernet, Gigabit Ethernet или 10 Gigabit Ethernet;
Стандартни TDM интерфейси като SDH/SONET; 
ATM UNI при 155–622 Mbit/s. 
ONT или ONU прекратява PON и представя местните интерфейсите на собствената услуга на потребителя. Тези услуги могат да включват глас (обикновена стара телефонна услуга (POTS) или глас през IP (VoIP)), данни (обикновено Ethernet или V.35), видео и/или телеметрия (TTL, ECL, RS530 и др.) Често Функциите на ONU са разделени на две части: 
ONU, който завършва PON и представя конвергентен интерфейс – като DSL, коаксиален кабел или мултисервизен Ethernet – към потребителя;
Оборудване за терминиране на мрежата (NTE), което получава конвергентния интерфейс и извежда на потребителя собствени интерфейси за услуги, като Ethernet и POTS. 
PON е споделена мрежа, тъй като OLT изпраща единичен поток от трафик надолу по веригата, който се вижда от всички ONU. Всяко ONU чете съдържанието само на онези пакети, които са адресирани до него. Шифроването се използва за предотвратяване на подслушване на трафика надолу по веригата  

## Противоположно разпределение на честотна лента
OLT е отговорен за противоположното разпределянето на честотна лента  към ONU. Тъй като оптичната разпределителна мрежа (ODN) е споделена, предадените противоположни трансмисии на ONU  могат да се сблъскат, ако се предават в произволни моменти. ONU могат да лежат на различни разстояния от OLT, което означава, че забавянето на предаването от всеки ONU е уникално. OLT измерва забавянето и задава регистър във всеки ONU чрез PLOAM (операции на физическия слой, администриране и поддръжка) съобщения, за да изравни забавянето му по отношение на всички други ONU на PON. 
След като закъснението на всички ONU е зададено, OLT предава така наречените разрешения към индивидуалните ONU. Разрешението му е позволено да се използва определен интервал от време за противоположно предаване . Главната картата  се преизчислява динамично на всеки няколко милисекунди. Картата разпределя честотна лента на всички ONU, така че всеки ONU да получава навременна честотна лента за своите нужди от услуги.
Някои услуги – POTS, например –съществено изискват постоянна противоположна честотна лента и OLT може да осигури фиксирано разпределение на честотната лента за всяка такава услуга, която е била предоставена. DS1 и някои класове услуги за данни може също да изискват постоянна скорост на предаване на данни. Но голяма част от трафика на данни, като например сърфиране в уеб сайтове, е бурен и силно променлив. Чрез динамично разпределение на честотната лента (DBA), PON може да се препоръча за противоположен трафик , в съответствие с концепциите за инженеринг на трафика на статистическото мултиплексиране. (Противоположният Трафик  също може да бъде препоръчан, по същия начин, по който всяка LAN може да бъде  препоръчана. Единствената специална характеристика в PON архитектурата за противоположен прекомерен абонамент  е фактът, че ONU трябва да може да приема напълно произволни противоположни времеви интервали , както във времето тка  и по размер.)
В GPON има две форми на DBA, отчитане на състоянието (SR) и отчитане без статус (NSR).
В NSR DBA, OLT непрекъснато разпределя малко количество допълнителна честотна лента за всеки ONU. Ако ONU няма трафик за изпращане, той предава неактивни кадри по време на своето излишно разпределение. Ако OLT забележи, че даден ONU не изпраща празни кадри, той увеличава разпределението на честотната лента към този ONU. След като пакетът на ONU бъде прехвърлен, OLT наблюдава голям брой празни кадри от даденото ONU и съответно намалява неговото разпределение. NSR DBA има предимството, че не налага изисквания към ONU, и недостатъка, че няма начин OLT да знае как най-добре да назначи честотна лента между няколко ONU, които се нуждаят от повече.
В SR DBA OLT анкетира ONU за техните изоставане. Даден ONU може да има няколко така наречени предавателни контейнера (T-CONT), всеки със свой собствен приоритет или клас на трафик. ONU докладва всеки T-CONT отделно на OLT. Съобщението за отчет съдържа логаритмична мярка на изоставането в опашката T-CONT.От споразумението за ниво на обслужване за всеки T-CONT в целия PON, както и размера на изоставането на всеки T-CONT, OLT може да оптимизира разпределението на свободната честотна лента на PON.
EPON системите използват DBA механизъм, еквивалентен на SR DBA решението на GPON. OLT запитва ONU за тяхното състояние на опашката и предоставя честотна лента, използвайки съобщението MPCP GATE, докато ONU отчитат състоянието си с помощта на съобщението MPCP REPORT.

## Стандарти
- TDM-PON
  - APON (ATM Passive Optical Network). Това е първият стандарт за пасивна комуникация. Базиран е на ATM и се е използвал изключително в телекомуникационните среди.
  - BPON (Broadband PON) е стандарт базиран на APON. Той добавя възможност за използване на WDM, динамични алокирания на скорост и отказоустойчивост. Също така добавя стандарт за управление наречен OMCI между OLT и ONU/ONT, позволявайки комуникация между различни производители
  - GPON (Gigabit PON) е гигабитовият вариант на BPON. Той е специфициран на скорости от 2.4Gbps downstream и 1.2Gbps upstream. Поддържа възможност чрез AAL5 framing транспортирането на ATM, SDH и Ethernet. В действителност SDH и ATM не са имплементирани до момента, и се използва изключително за пренос на Ethernet
  - EPON или GEPON (Ethernet PON) е IEEE/EFM стандарт използващ Ethernet framing в PON среда. В момента има инсталирани около 15 милиона EPON порта инсталирани.
  - 10GEPON (10 Gigabit Ethernet PON) или XEPON е IEEE Task Force за 10Gbit/s съвместим с GEPON (споделящ същото влакно) стандарт.

### DOCSIS предоставяне на EPON(DPoE)
- DOCSIS(Data Over Cable Service Interface Specification) предоставяне на  или с други думи DPoE е набор от спецификации на лабораторията за кабелна телевизия, които имплементират интерфейса на сервизния слой DOCSIS върху съществуващ Enthernet PON ( EPON,GEPON или 10G-EPON) стандарти за контрол на достъпа до медии (MAC) и физически слой (PHY). В общи думи, той внедрява функционалността на DOCSIS Operations Administration Maintenance and Provisioning (OAMP) на съществуващо EPON оборудване.

### Радиочестота през стъкло(RFoG or Radio Frequency over glass)
- Радиочестота през стъкло е вид оптична пасивна мрежа, която пренася радиочестотни сигнали, които преди са били транспортирани през мед през PON. Наслагването за RFoG се основава на мултиплексиране с разделяне на дължината на вълната (WDM или wavelength-division multiplexing), което е пасивната комбинация от дължини на вълната върху една нишка от стъкло,

### WDM-PON
Wavelength-Division Multiplexing PON или WDM-PON, е нестандартен тип пасивна оптична мрежа, която се разработва от няколко компании. Множеството дължини на вълната на WDM-PON могат да се използват за разделяне на оптични мрежови единици (ONU) в няколко виртуални PON, които съществуват съвместно в една и съща физическа инфраструктура. Алтернативно, дължините на вълната могат да се използват колективно чрез статистическо мултиплексиране, за да се осигури ефективно използване на дължината на вълната и по-ниски закъснения, изпитвани от ONU.

### TWDM-PON
Мултиплексирана пасивна оптична мрежа с разделяне на време и дължина на вълната (TWDM-PON) е основно решение за следващото поколение пасивна оптична мрежа, ниво 2 (NG-PON2) от мрежата за цялостен достъп до услуги (FSAN) през април 2012 г. TWDM-PON съществува заедно с комерсиалната разгърнатите в търговската мрежа Gigabit PON (G-PON) и 10 Gigabit PON (XG-PON) системи.

### Long-Reach Optical Access Networks
Идеята на Long-Reach Optical Access Network(LROAN) е да замени оптично/електрично/оптичното преобразуване, което взимам място в местния обмен с продължителен опричен път който се увеличава от клиента към ядрото на мрежата. Могат да се обслужват.Могат да се обслужват 1024 потребителя с интернет 10Gbit/s на 100км обхват

## Разрешаващи технологии
Поради топологията на PON, режимите на предаване противоположното течение(което е от OLT до ONU) и по течението(което е от ONU до OLT) са различни. За предаването противоположно на движението OLT излъчва оптичен сигнал до всично ONUs в продължително състояние(CM), демек каналът срещу течението винаги има сигнал за оптични данни. Обаче в канала по течението ONU не може да предава оптичен сигнал за данни в продължително състочние.
Фазите на БМ при получаване на пакетите от OLT са различни от пакет на пакет, поради причината,че ONU не е синхронизиран да предава  оптичен пакет в една и съща фаза, а разстоянието между OLT и дадено ONU са произволни.Понеже разстоянието между OLT и ONU не е едно и също , оптичните пакети, получени от OLT, могат да имат различни амплитуди! 

## Оптика до помещенията
Пасивните оптични мрежи не използват компоненти с електрическо захранване за разделяне на сигнала. Вместо това сигналът се разпределя с помощта на разделители на лъча. Всеки сплитер обикновено разделя сигнала от едно влакно на 16, 32 или до 256 влакна, в зависимост от производителя, като няколко сплитера могат да бъдат агрегирани в един шкаф. Разделителят на лъча не може да осигури никакви възможности за превключване или буфериране и не използва никакво захранване; получената връзка се нарича връзка от точка до много точки. За такава връзка терминалите на оптичната мрежа от страната на клиента трябва да изпълняват някои специални функции, които иначе не биха били необходими. Например, поради липсата на превключване, всеки сигнал, напускащ централния офис, трябва да се излъчва до всички потребители, обслужвани от този сплитер (включително до тези, за които сигналът не е предназначен). Следователно терминалът на оптичната мрежа зависи да филтрира всички сигнали, предназначени за други клиенти.
Освен това, тъй като сплитерите нямат буфериране, всеки отделен оптичен мрежов терминал трябва да бъде координиран в схема за мултиплексиране, за да се предотврати сблъскването на сигнали, изпращани от клиентите.
За постигането на това са възможни два типа мултиплексиране: мултиплексиране с разделяне на дължината на вълната и мултиплексиране с разделяне по време. С мултиплексирането с разделяне на дължината на вълната всеки клиент предава своя сигнал, използвайки уникална дължина на вълната. С мултиплексирането с времево разделение (TDM), клиентите се "редуват" в предаването на информация. TDM оборудването е на пазара най-дълго. Тъй като няма единна дефиниция за "WDM-PON" оборудване, различни доставчици твърдят, че са пуснали "първото" WDM-PON оборудване, но няма консенсус относно това кой продукт е бил "първият" WDM-PON продукт, пуснат на пазара.
Пасивните оптични мрежи имат както предимства, така и недостатъци пред активните мрежи. Те избягват сложностите, свързани с поддържането на електронно оборудване, работещо на открито. Те също така позволяват аналогово излъчване, което може да опрости доставката на аналогова телевизия. Въпреки това, тъй като всеки сигнал трябва да бъде изтласкан до всички, обслужвани от сплитера (а не само до едно превключващо устройство), централният офис трябва да бъде оборудван с особено мощно предавателно оборудване, наречено оптичен линейно терминал (OLT). Освен това, тъй като оптичният мрежов терминал на всеки клиент трябва да предава чак до централния офис (а не само до най-близкото превключващо устройство), ще са необходими разширители за достигане, за да се постигне разстоянието от централния офис, което е възможно с активна оптична система, базирана на външна инсталация. мрежи.
Оптичните разпределителни мрежи могат също да бъдат проектирани в топология от точка до точка "homerun", където сплитери и/или активна мрежа са разположени в централния офис, позволявайки на потребителите да бъдат свързани към всяка мрежа, която се изисква от рамката за оптично разпространение.

## Пасивни оптични компоненти
Драйверите зад съвременната пасивна оптична мрежа са висока надеждност, ниска цена и пасивна функционалност.
Едномодовите, пасивни оптични компоненти включват разклоняващи се устройства като мултиплексори/демултиплексори с разделяне на вълната (WDM), изолатори, циркулатори и филтри. Тези компоненти се използват в междуофис, захранващ контур, Fiber In The Loop (FITL), хибриден влакно-коаксиален кабел (HFC), синхронна оптична мрежа (SONET) и системи за синхронна цифрова йерархия (SDH); и други телекомуникационни мрежи, използващи оптични комуникационни системи, които използват усилватели с оптични влакна (OFAs) и системи с плътен мултиплексор с разделяне на дължината на вълната (DWDM). Предложените изисквания за тези компоненти бяха публикувани през 2010 г. от Telcordia Technologies.
Широкото разнообразие от приложения на пасивни оптични компоненти включва многоканално предаване, разпределение, оптични кранове за наблюдение, помпени комбинатори за усилватели на влакна, ограничители на скоростта на предаване, оптични връзки, разнообразие от маршрути, поляризационно разнообразие, интерферометри и кохерентна комуникация.
WDM са оптични компоненти, в които мощността се разделя или комбинира въз основа на състава на дължината на вълната на оптичния сигнал. Мултиплексорите с плътно разделяне на дължина на вълната (DWDM) са оптични компоненти, които разделят мощността на поне четири дължини на вълната. Нечувствителните към дължината на вълната разклонители са пасивни оптични компоненти, в които мощността се разделя или комбинира независимо от състава на дължината на вълната на оптичния сигнал. Даден компонент може да комбинира и разделя оптични сигнали едновременно, както при двупосочно (дуплексно) предаване през едно влакно. Пасивните оптични компоненти са прозрачен формат на данни, който комбинира и разделя оптичната мощност в някакво предварително определено съотношение (коефициент на свързване), независимо от информационното съдържание на сигналите. WDM могат да се разглеждат като сплитери и комбинатори на дължина на вълната. Нечувствителните към дължината на вълната разклонители могат да се разглеждат като сплитери и суматори на мощност.
Оптичният изолатор е двупортов пасивен компонент, който позволява на светлината (в даден диапазон на дължина на вълната) да преминава с ниско затихване в една посока, като същевременно изолира (осигурява високо затихване за) светлината, разпространяваща се в обратна посока. Изолаторите се използват както като интегрални, така и като вградени компоненти в лазерни диодни модули и оптични усилватели, както и за намаляване на шума, причинен от многопътно отражение в високоскоростни и аналогови предавателни системи.
Оптичният циркулатор работи по подобен начин на оптичния изолатор, с изключение на това, че светлинната вълна, разпространяваща се обратно, се насочва към трети порт за изход, вместо да се губи. Оптичният циркулатор може да се използва за двупосочно предаване, като вид разклоняващ се компонент, който разпределя (и изолира) оптичната мощност между влакната, въз основа на посоката на разпространение на светлинните вълни.
Оптичният филтър е компонент с два или повече порта, който осигурява загуба, чувствителна към дължината на вълната, изолация и/или обратна загуба. Оптичните филтри са вградени, селективни по дължината на вълната компоненти, които позволяват на определен диапазон от дължини на вълната да преминават (или отразяват) с ниско затихване за класификация на видовете филтри.